# Wait (chanson des Beatles)
Pour les articles homonymes, voir Wait.
Pistes de Rubber Soul
In My Life If I Needed Someone
Wait est une chanson des Beatles, écrite conjointement par John Lennon et Paul McCartney, originellement destinée à figurer dans leur album Help!, mais finalement publiée le 3 décembre 1965 sur Rubber Soul.

## Composition
John Lennon et Paul McCartney abordent ici un thème classique pour eux : « Je suis parti au loin, j'étais seul, maintenant, je reviens, attends moi et nous oublierons nos larmes ». Ils ne devaient pas être franchement satisfaits de leur production (qui reste remarquable pour être une des rares écrites à parts égales, en totale collaboration) puisque leur titre fut dans un premier temps mis au placard avant d'en ressortir au moment où il devenait nécessaire de compléter rapidement leur 6e album. 

## Enregistrement
La piste de base de Wait est enregistrée le 17 juin 1965 lors des sessions de l'album Help!, jour où Yesterday est également mixé. Guitares (John et George), batterie (Ringo), basse (Paul), chant à deux voix (John et Paul) sont mis sur bande. Pour une raison inexpliquée, mais sûrement parce qu'ils jugent ce titre trop faible, les Beatles choisissent de l'écarter de la liste finale des chansons de Help! .
Le 11 novembre 1965, dernier jour des sessions d'enregistrement de Rubber Soul aux studios EMI d'Abbey Road, Wait ressort du placard. Il manque en effet un titre pour faire le compte de 14. Il suffit alors de reprendre la 4e prise du 17 juin 1965, d'y ajouter une guitare, des maracas et des vocaux supplémentaires et le tour est joué. Cette même journée du 11 novembre voit par ailleurs les titres Girl, You Won't See Me et I'm Looking Through You être enregistrés ou finalisés. Rubber Soul est au complet et prêt à être mixé.